# Le Jeu russe
Pour plus de détails, voir Fiche technique et Distribution.
Le Jeu russe (Русская игра) est un film russe réalisé par Pavel Tchoukhraï, sorti en 2007,.

## Fiche technique
- Titre français : Le Jeu russe[3]
- Photographie : Vladimir Klimov, Andreï Jegalov
- Musique : Youri Poteienko
- Décors : Grigori Chirokov
- Montage : Maria Sergeienkova